# Бонн, Оливье
Оливье́ Аруна́ Бонн (фр. Olivier Harouna Bonnes; род. 7 февраля 1990 года, Ниамей, Нигер) — нигерский и французский футболист, полузащитник.

## Карьера

### Клубная
Воспитанник команды «Каркассон Домерон». В 2005 году поступил в академию французского «Нанта», выступал за его дублирующий состав (в основном сыграл два матча в сезоне 2009/10). С 2011 года играет за «Лилль».

### В сборной
В сборной выступает с 2011 года. Включён в заявку на Кубок африканских наций 2012.